# Алькасар, Эрли
Э́рли Энрике Алька́сар Велес (исп. Herly Enrique Alcázar Vélez; род. 30 октября 1976, Картахена) — колумбийский футболист, нападающий сборной Колумбии (сыграл один матч в 2003 году).

## Биография
Эрли Алькасар начинал карьеру в столичном «Мильонариосе». В 2000 году впервые отправился выступать за границу, в «Сьенсиано», где блеснул результативностью, забив 11 голов в 18 матчах чемпионата Перу. Ненадолго вернулся на родину, где провёл сезон в «Хуниоре» из Барранкильи, а в 2001 году играл за перуанский «Спортинг Кристал».
В 2004 году Алькасар подписал контракт с действующим чемпионом Колумбии «Онсе Кальдасом». 16 июля 2004 года в ответном полуфинальном матче Кубка Либертадорес против «Сан-Паулу» «Алькатрас» открыл счёт на 27-й минуте. Спустя 5 минут бразильский клуб забил ответный мяч, но Хорхе Агудело на 90-й минуте забил второй гол, который вывел колумбийскую команду в финал. В результате «Онсе Кальдас» сумел обыграть аргентинскую «Боку Хуниорс» и стать вторым колумбийским клубом после «Атлетико Насьоналя» в 1989 году, которому удалось завоевать Кубок Либертадорес. В Буэнос-Айресе Алькасар вышел на замену на 64-й минуте вместо Агудело, а в Манисалесе Алькасар, напротив, вышел в основе и был заменён на 78-й минуте всё тем же Агудело.
В последнем в истории матче за Межконтинентальный кубок, который состоялся 12 декабря 2004 года, Алькасар вышел на замену на 97-й минуте вместо Элькина Сото. Алькасар реализовал свой послематчевый пенальти, но победитель Лиги чемпионов УЕФА «Порту» всё же одержал верх — 8:7.
В 2005—2007 годах Алькасар выступал в чемпионатах трёх стран — Перу, Чили и Мексики. С 2007 года выступал только в Колумбии.
10 июня 2012 года Алькасар пострадал в результате нападения бандитов. Вместе со своим партнёром по команде защитником «Униаутономы» Алексом де Авилой Монтальво они подошли к девушкам, сидевшим за столиком в баре, что не понравилось группе находившихся там мужчин. Разгорелся спор, а через несколько минут на мотоцикле подъехал убийца, начавший стрелять в футболистов. Защитник «Униаутономы» был убит на месте, а Алькасара доставили в больницу с тремя пулевыми ранениями. Эрли удалось спасти, однако с тех пор нападающий так и не сумел полноценно вернуться в большой футбол, хотя о завершении игровой карьеры по состоянию на 2014 год так и не объявлял.
Всего на профессиональном уровне в чемпионатах четырёх стран Алькасар провёл 388 матчей, в которых забил 107 голов. В розыгрышах континентальных турниров (Кубок Либертадорес, Южноамериканский кубок, а также Межконтинентальный кубок) сыграл 22 матча, в которых отметился 2 забитыми голами.

## Достижения
Клубные
 «Онсе Кальдас»
- Обладатель Кубка Либертадорес (1): 2004